# Austro-Fiat 2DR Typ 15/38

L'Austro-Fiat 2DR était une automobile fabriquée par la filiale autrichienne du constructeur italien Fiat, créée en 1907, qui assurait la production locale d'automobiles, camions, autobus, moteurs marins et tracteurs agricoles. 

## Austro-FIAT 2DR Typ 15/38
La dénomination exacte du constructeur était : Österreichische FIAT Werke AG, Wien - Autriche
- Type: Fiat 2DR 15/38 S. Armbruster, Wien body work
- Moteur: 4 cylindres en ligne Fiat 3.817 cm3
- Puissance : 46 ch à 1.600 tr/min
- Vitesse maxi : 80 km/h
- Période de production : 1914 - 1918
- Quantité produite : 7
- Poids à vide : 2.050 kg

Cette automobile a été conçue par l'ingénieur Paul Bretschneider, directeur d'atelier de  Gottlieb Daimler à Cannstat (Allemagne) sur commande du Kaiser Karl I, qui voulait disposer d'une voiture rapide pour visiter les fronts de guerre aux frontières italienne et yougoslave avec l'Empire autrichien.
La voiture dispose :
- d'une boîte de vitesses manuelle à quatre vitesses non synchronisées plus marche arrière,
- d'un décalage du niveau du plancher entre la banquette et arrière,
- d'un empattement de 135 pouces (3,43 mètres),
- d'un système d'alimentation électrique 12 volts,
- d'un frein à main agissant uniquement sur les roues arrière,
- d'un frein mécanique sur l'arbre de transmission,
- de roues en bois type l'artillerie et d'une roue de secours.

Ces 7 voitures commandées et livrées, aussi appelées "Ballonabwehr Automobile" (Automobiles de la Défense) ont été spécialement réalisées selon le cahier des charges de la "K.U.K. Automobilcorp" (abréviation de l'armée impériale et royale et forces terrestres austro-hongroises).
Après la Première Guerre mondiale (1914-1918) et la fin de la "Donaumonarchie" (1867-1918), les voitures ont été vendues et utilisées par des hommes d'affaires.